# Shpella e Zezë

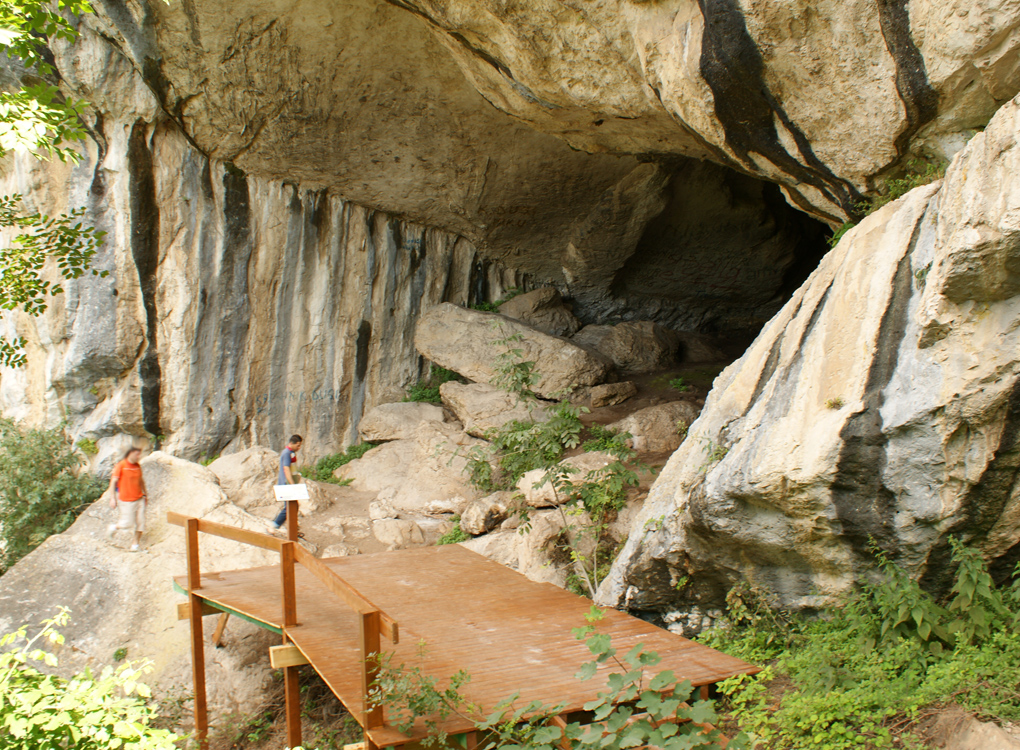
Shpella e Zezë.

Shpella e Zezë (betyder "mörka grottan") är en grotta nära byn Pellumbas i Krrabas kommun i distriktet Tirana i Albanien. Den ligger 650 meter över havet vid Erzenifloden och är 360 meter djup. För att nå grottan måste man vandra en 2 km lång led. Grottan ligger vackert och besökaren kan vid öppningen njuta av utsikten över Erzenifloden.
Tunneln i grottan är ca. 70-80 meter och där finns värdefulla fossiler av grottbjörn (Ursus spelaeus) som anses ha levt för mellan 10 000 och 40 000 år sedan. Det finns endast sex grottor med liknande fynd i Europa.